# Кооперативна гра
Кооперати́вна гра́ (від англ. cooperative game — спільна гра, скорочено  co-op  або coop) — режим відеогри, в якому кілька людей грають для проходження гри. Нерідко це однокористувацька гра, перероблена для кількох людей.

## Історія
Кооперативна гра в режимі розділеного екрана (кілька людей на одній машині) була популярна на гральних консолях та перших персональних комп'ютерах.
Першою грою, в якій був мережевий кооперативний режим, був Doom.
Бум гри через інтернет привів до того, що розробники почали відмовлятися від кооперативної гри, пропонуючи натомість різні види змагань (починаючи від простого deathmatch і закінчуючи складними командними іграми, наприклад, Team Fortress).
Однак, починаючи з початку 2000-х, багато розробників FPS відмовилися від кооперативної кампанії, вирішивши зосередитись на більш детальному та поглибленому досвіді одиночного гравця або на суто мультиплеєрній грі. Серія Unreal Tournament майже повністю перемістилися до режимів Deathmatch, і значні FPS-версії, такі як Doom 3, Quake 4, і обидва Half-Life поставляються без кооперативних режимів гри. Однак, коли франшиза Gears of War запровадила режим кооперації з чотирма гравцями «Орда», вона зазнала відродження, розпочавши тенденцію, яка включала в себе режим «Перестрілка» в Halo 3: ODTS і в режимі «Нацистські зомбі» у Call of Duty: World at War.